# Willards
La ville de Willards est située dans le comté de Wicomico, dans l’État du Maryland, aux États-Unis. Sa population s’élevait à 958 habitants lors du recensement de 2010, estimée à 1 002 habitants en 2017.

## Source
- (en) Cet article est partiellement ou en totalité issu de l’article de Wikipédia en anglais intitulé « Willards, Maryland » (voir la liste des auteurs).